# Wybory prezydenckie na Ukrainie w 2019 roku

Wyniki pierwszej tury wyborów.

Wyniki drugiej tury wyborów.

Wybory prezydenckie na Ukrainie w 2019 roku – zostały przeprowadzone w dwóch turach 31 marca i 21 kwietnia. W pierwszej turze wyborów zwyciężył Wołodymyr Zełenski z wynikiem 30,2%. Drugie miejsce z wynikiem ponad 15,9% głosów zajął urzędujący prezydent Petro Poroszenko. Według sondaży exit poll II turę wyborów wygrał Wołodymyr Zełenski zdobywając około 73% głosów. Petro Poroszenko zdobył 27,3% głosów.

## Podłoże
Zgodnie z prawem wybór prezydenta Ukrainy musi odbyć się w ostatnią niedzielę marca piątego roku kadencji urzędującego prezydenta. Parlament Ukrainy był zobowiązany zatwierdzić datę wyborów prezydenckich nie później niż na 100 dni przed końcem kadencji. W dniu 26 listopada 2018 Rada Najwyższa Ukrainy podjęła decyzję o zarządzeniu wyborów na dzień 31 marca 2019.
W związku z aneksją Krymu przez Rosję w 2014 roku oraz kontrolowaniem części donieckiego i obwodu ługańskiego przez separatystów (od kwietnia 2014) około 12% uprawnionych do głosowania nie może uczestniczyć w wyborach.

## Prawo wyborcze
O trybie wyboru Prezydenta Ukrainy decydują odpowiednie artykuły obecnej Konstytucji Ukrainy, a także ustawa „O wyborach Prezydenta Ukrainy”.
Artykuł 103
Prezydent Ukrainy jest wybierany przez obywateli Ukrainy na podstawie powszechnego, równego i bezpośredniego prawa wyborczego w tajnym głosowaniu na okres pięciu lat.
Prezydentem Ukrainy może być obywatel Ukrainy, który osiągnął trzydzieści pięć lat, ma prawo do głosowania, przebywał na Ukrainie w ciągu ostatnich dziesięciu lat poprzedzających dzień wyborów i posługuje się językiem państwowym. Jedna i ta sama osoba nie może być Prezydentem Ukrainy dłużej niż przez dwie kolejne kadencje.
Artykuł 104
Nowo wybrany prezydent Ukrainy obejmuje urząd nie później niż trzydzieści dni po oficjalnym ogłoszeniu wyników wyborów, składając ślubowanie narodowi na uroczystym posiedzeniu Rady Najwyższej Ukrainy.

## Kandydaci
W terminie przewidzianym prawem (do 9 lutego 2019) Centralna Komisja Wyborcza zarejestrowała 44 kandydatów ubiegających się o urząd prezydenta Ukrainy. Centralna Komisja Wyborcza odmówiła rejestracji 47 osób, w większości z powodu niezapłacenia kaucji w wysokości 2,5 mln hrywien.
| Oficjalnie zarejestrowani kandydaci: |         |                        |                                                                                        | |                  |
| Nr                                   | Zdjęcie | Imię i nazwisko        | Partia wystawiająca kandydata                                                          | Funkcja/Zawód | Data rejestracji |
| 1                                    |         | Ihor Szewczenko        | Bezpartyjny                                                                            | Były Minister Środowiska | 4 stycznia 2019  |
| 2                                    |         | Serhij Kaplin          | Partia Socjaldemokratyczna                                                             | Deputowany do Rady Najwyższej Ukrainy z Bloku Petra Poroszenki                                                                                              | 8 stycznia 2019  |
| 3                                    |         | Wałentyn Naływajczenko | Sprawiedliwość                                                                         | Były szef SBU i deputowany do Rady Najwyższej Ukrainy (2012–2014)                                                                                           | 8 stycznia 2019  |
| 4                                    |         | Witalij Skocyk         | Bezpartyjny                                                                            | Ekonomista | 8 stycznia 2019  |
| 5                                    |         | Andrij Sadowy          | Samopomoc                                                                              | Mer Lwowa | 8 stycznia 2019  |
| 6                                    |         | Jewhenij Murajew       | Nasi                                                                                   | Deputowany do Rady Najwyższej Ukrainy | 15 stycznia 2019 |
| 7                                    |         | Anatolij Hrycenko      | Pozycja Obywatelska, poparcia udzieliły: EPU, „Ojczyzna” Mykoły Tomenko, „Alternatywa” | Były Minister Obrony | 15 stycznia 2019 |
| 8                                    |         | Witalij Kuprij         | Bezpartyjny                                                                            | Deputowany do Rady Najwyższej Ukrainy | 15 stycznia 2019 |
| 9                                    |         | Hennadij Bałaszow      | 5.10                                                                                   | Biznesmen i deputowany do Rady Najwyższej Ukrainy (1998–2002)                                                                                               | 18 stycznia 2019 |
| 10                                   |         | Olha Bohomołeć         | Bezpartyjna                                                                            | Deputowana do Rady Najwyższej Ukrainy z Bloku Petra Poroszenki                                                                                              | 18 stycznia 2019 |
| 11                                   |         | Ołeksandr Szewczenko   | UKROP                                                                                  | Deputowany do Rady Najwyższej Ukrainy | 21 stycznia 2019 |
| 12                                   |         | Roman Nasirow          | Bezpartyjny                                                                            | Szef Państwowej Służby Podatkowej | 22 stycznia 2019 |
| 13                                   |         | Jurij Bojko            | Opozycyjna Platforma – Za Życie                                                        | Deputowany do Rady Najwyższej Ukrainy, były Minister ds. paliw i energetyki Ukrainy                                                                         | 22 stycznia 2019 |
| 14                                   |         | Ołeh Laszko            | Partia Radykalna Ołeha Laszki                                                          | Polityk i dziennikarz, poseł do Rady Najwyższej Ukrainy V- VIII kadencji                                                                                    | 25 stycznia 2019 |
| 15                                   |         | Arkadij Kornacki       | Bezpartyjny                                                                            | Deputowany do Rady Najwyższej Ukrainy | 25 stycznia 2019 |
| 16                                   |         | Ołeksandr Wiłkuł       | Blok Opozycyjny – Partia Pokoju i Rozwoju                                              | Deputowany do Rady Najwyższej Ukrainy | 25 stycznia 2019 |
| 17                                   |         | Julia Tymoszenko       | Batkiwszczyna                                                                          | Deputowana do Rady Najwyższej Ukrainy | 25 stycznia 2019 |
| 18                                   |         | Dmytro Dobrodomow      | Kontrola Ludowa                                                                        | Deputowany do Rady Najwyższej Ukrainy. Były dyrektor ZIK Media Holdings                                                                                     | 25 stycznia 2019 |
| 19                                   |         | Ołeksandr Moroz        | Socjalistyczna Partia Aleksandra Moroza                                                | Emeryt | 25 stycznia 2019 |
| 20                                   |         | Ilja Kywa              | Socjalistyczna Partia Ukrainy                                                          | Urzędnik państwowy | 25 stycznia 2019 |
| 21                                   |         | Rusłan Koszułynski     | Ogólnoukraińskie Zjednoczenie „Swoboda”                                                | Szef Sekretariatu i członek partii „Swoboda” | 28 stycznia 2019 |
| 22                                   |         | Ołeksandr Danyluk      | Bezpartyjny                                                                            | Szef organizacji pozarządowej „Centrum Reform Obronnych”,                                                                                                   | 28 stycznia 2019 |
| 23                                   |         | Serhij Taruta          | Osnowa                                                                                 | Deputowany do Rady Najwyższej Ukrainy | 29 stycznia 2019 |
| 24                                   |         | Ihor Smeszko           | Bezpartyjny                                                                            | Profesor Wydziału Instytutu Stosunków Międzynarodowych Kijowskiego Narodowego Uniwersytetu im. Tarasa Szewczenki, członek partii politycznej „Siła i honor” | 30 stycznia 2019 |
| 25                                   |         | Inna Bohosłowska       | Bezpartyjna                                                                            | Polityk | 30 stycznia 2019 |
| 26                                   |         | Wołodymyr Zełenski     | Sługa Ludu                                                                             | Dyrektor artystyczny spółki „Kwartał 95” | 30 stycznia 2019 |
| 27                                   |         | Mykoła Haber           | Bezpartyjny                                                                            | Szef Partii Patriotycznej Ukrainy | 1 lutego 2019    |
| 28                                   |         | Jurij Derewjanko       | Bezpartyjny                                                                            | Przedsiębiorca i filantrop | 1 lutego 2019    |
| 29                                   |         | Roman Bezsmertny       | Bezpartyjny                                                                            | Profesor nadzwyczajny Wydziału Stosunków Międzynarodowych Kijowskiego Narodowego Uniwersytetu Kultury i Sztuki                                              | 4 lutego 2019    |
| 30                                   |         | Wiktor Bondar          | Partia Odrodzenia                                                                      | Deputowany do Rady Najwyższej Ukrainy | 4 lutego 2019    |
| 31                                   |         | Serhij Nosenko         | Bezpartyjny                                                                            | Przedsiębiorca | 5 lutego 2019    |
| 32                                   |         | Wiktor Krywenko        | Ludowy Ruch Ukrainy                                                                    | Deputowany do Rady Najwyższej Ukrainy, zastępca przewodniczącego Komisji Najwyższej Ukrainy ds. Budżetu                                                     | 5 lutego 2019    |
| 33                                   |         | Serhij Krywonos        | Żołnierze ATO                                                                          | Pułkownik Sił Zbrojnych Ukrainy, pierwszy zastępca dowódcy Sił Specjalnych Sił Zbrojnych Ukrainy                                                            | 5 lutego 2019    |
| 34                                   |         | Rusłan Rygowanow       | Bezpartyjny                                                                            | Dyrektor Państwowego Przedsiębiorstwa „Sewastopolski Port Morski”                                                                                           | 5 lutego 2019    |
| 35                                   |         | Jurij Tymoszenko       | Bezpartyjny                                                                            | Deputowany do Rady Najwyższej Ukrainy, członek Komisji Najwyższej Ukrainy ds. Zapobiegania i Przeciwdziałania Korupcji                                      | 6 lutego 2019    |
| 36                                   |         | Andrij Nowak           | Patriot                                                                                | Ekonomista i politolog | 6 lutego 2019    |
| 37                                   |         | Wasyl Żurawlow         | Stabilność                                                                             | Prezes organizacji publicznej „Federacja Piłkarska Mariupola”                                                                                               | 6 lutego 2019    |
| 38                                   |         | Petro Poroszenko       | Bezpartyjny                                                                            | Prezydent Ukrainy | 7 lutego 2019    |
| 39                                   |         | Jurij Karmazin         | Bezpartyjny                                                                            | Prezes Instytutu Prawa i Społeczeństwa, członek Partii Politycznej „Partia Obrońców Ukrainy”                                                                | 7 lutego 2019    |
| 40                                   |         | Julia Łytwynenko       | Bezpartyjna                                                                            | Bezrobotna | 7 lutego 2019    |
| 41                                   |         | Ołeksandr Waszczenko   | Bezpartyjny                                                                            | Przewodniczący organizacji publicznej „Władza ludu” | 7 lutego 2019    |
| 42                                   |         | Wołodymyr Petrow       | Bezpartyjny                                                                            | | 7 lutego 2019    |
| 43                                   |         | Dmytro Hnap            | Potęga Ludu                                                                            | Dziennikarz, prezenter telewizyjny Perszyj kanał | 8 lutego 2019    |
| 44                                   |         | Ołeksandr Sołowjow     | Inteligentna moc                                                                       | Przewodniczący partii „Inteligentna moc” | 8 lutego 2019    |

### Odmowa rejestracji
- Wołodymyr Ratusz, działacz na rzecz praw człowieka: w dniu 4 stycznia 2019 Centralna Komisja Wyborcza odmówiła rejestracji z powodu nieprawidłowej dokumentacji i nieuiszczenia depozytu w wysokości 2,5 mln hrywien (około 90 000 dolarów amerykańskich)[49].
- Serhij Fareniuk: w dniu 11 stycznia 2019 Centralna Komisja Wyborcza odmówiła rejestracji z powodu nieprawidłowej dokumentacji i zapłacenia depozytu w wysokości tylko 3 hrywien[50].
- Witalij Welidczenko: w dniu 11 stycznia 2019 Centralna Komisja Wyborcza odmówiła rejestracji z powodu nieprawidłowej dokumentacji i nieuiszczenia wymaganego depozytu[51].
- Wołodymyr Wasyłenko: w dniu 21 stycznia 2019 Centralna Komisja Wyborcza odmówiła rejestracji z powodu nieprawidłowej dokumentacji i zapłacenia depozytu w wysokości tylko 25 hrywien[52]
- Jurij Bojarski: w dniu 22 stycznia 2019 Centralna Komisja Wyborcza odmówiła rejestracji z powodu nieprawidłowej dokumentacji i zapłacenia depozytu w wysokości tylko 155 hrywien[53]
- Peter Rekało: w dniu 22 stycznia 2019 Centralna Komisja Wyborcza odmówiła rejestracji z powodu nieprawidłowej dokumentacji i nieuiszczenia wymaganego depozytu[54]
- Petro Symonenko: Przewodniczący Komunistycznej Partii Ukrainy. Nominowany podczas kongresu partii w dniu 1 grudnia 2018[55]. 2 lutego 2019 Centralna Komisja Wyborcza odmówiła rejestracji[56].
- Wołodymyr Olijnyk: Były prezydent miasta Czerkasy. 7 lutego 2019 Centralna Komisja Wyborcza odmówiła rejestracji z powodu nieprawidłowej dokumentacji[57]
- Nadija Sawczenko: Deputowana do Rady Najwyższej Ukrainy. 7 lutego 2019 Centralna Komisja Wyborcza odmówiła rejestracji z powodu nieprawidłowej dokumentacji[58]

### Rezygnacja z kandydowania
- Andrij Biłecki: deputowany do Rady Najwyższej Ukrainy, przywódca partii politycznej „Korpus Narodowy”; nominowany przez jego partię w dniu 20 listopada 2018 roku[59]. Biłecki powiedział później, że nie miał zamiaru brać udziału w „farsie” wyborów prezydenckich[60].
- Wadym Rabinowycz: polityk, biznesmen i działacz sportowy, 15 listopada 2018 Rabinowicz ogłosił, że nie weźmie udziału w wyborach prezydenckich; zapowiadając jednocześnie swój start w wyborach parlamentarnych z ramienia „Opozycyjnej Platformy - Za Życie”[61].
- Ołeh Tiahnybok: przewodniczący partii Swoboda. 14 października 2018 ogłosił, że nie będzie kandydował na prezydenta, a partia zdecydowała się nominować Koszułynskiego jako kandydata nacjonalistycznych sił politycznych[62].
- Miszel Tereszczenko: Tereszczenko ustąpił ze stanowiska burmistrza Głuchowa 1 października 2018, aby zostać kandydatem[63]. Jednak podczas trwającego od 30 listopada do 30 listopada stanu wojennego na Ukrainie, powrócił na stanowisko burmistrza, a 3 stycznia 2019 ogłosił swoje poparcie dla kandydata Andrija Sadowego podczas kongresu Samopomocy[64].
- Swiatosław Wakarczuk: wokalista zespołu Okean Elzy. Pod koniec stycznia 2019 roku Wakarczuk opublikował wideo, w którym ogłosił, że nie będzie kandydował na urząd prezydenta[65]
- Mychajło Dobkin: deputowany do Rady Najwyższej Ukrainy, były burmistrz Charkowa i gubernator obwodu charkowskiego[66]

## Wyniki
Frekwencja w pierwszej turze wyborów 31 marca wyniosła 62,8% czyli około 18,9 mln wyborców. Do drugiej tury wyborów przeszli Wołodymyr Zełenski z partii Sługa Narodu i urzędujący prezydent Petro Poroszenko W pierwszej rundzie Zełenski zdobył 30% głosów a Poroszenko 16%.
Sondaże przeprowadzone przed drugą turą wyborów przewidywały, że Zełenski wygra z ponad 70% głosów. Wyniki wstępne zostały potwierdzone po przeliczeniu już 3% głosów. Poroszenko przyznał, że wyniki wyborów zostały ogłoszone wkrótce po sondażach i opublikowaniu sondażu exit poll. Napisał na Twitterze: „Udało nam się zapewnić wolne, uczciwe, demokratyczne i pluralistyczne wybory ... Przyjmę wolę narodu ukraińskiego”.
Według wstępnych wyników z około 89,41% liczonych głosów wskazują, że Zełenski otrzymał około 73,19% głosów urzędujący prezydent otrzymał 24,48% głosów
| Kandydat                                          | Kandydat               | Partia                                                                                            | I tura     | I tura | II tura    | II tura |
| Kandydat                                          | Kandydat               | Partia                                                                                            | Głosy      | %      | Głosy      | %       |
| ------------------------------------------------- | ---------------------- | ------------------------------------------------------------------------------------------------- | ---------- | ------ | ---------- | ------- |
|                                                   | Wołodymyr Zełenski     | Sługa Narodu                                                                                      | 5 714 034  | 30,24  | 13 541 528 | 73,22   |
|                                                   | Petro Poroszenko       | niezależny                                                                                        | 3 014 609  | 15,95  | 4 522 320  | 24,45   |
|                                                   | Julia Tymoszenko       | Batkiwszczyna                                                                                     | 2 532 452  | 13,40  |            |         |
|                                                   | Jurij Bojko            | niezależny                                                                                        | 2 206 216  | 11,67  |            |         |
|                                                   | Anatolij Hrycenko      | Pozycja Obywatelska, poparcia udzieliły: EPU, Samopomoc, „Ojczyzna” Mykoły Tomenko, „Alternatywa” | 1 306 450  | 6,91   |            |         |
|                                                   | Ihor Smeszko           | niezależny                                                                                        | 1 141 332  | 6,04   |            |         |
|                                                   | Ołeh Łaszko            | Partia Radykalna Ołeha Laszki                                                                     | 1 036 003  | 5,48   |            |         |
|                                                   | Ołeksandr Wiłkuł       | Blok Opozycyjny – Partia Pokoju i Rozwoju                                                         | 784 274    | 4,15   |            |         |
|                                                   | Rusłan Koszułynski     | Swoboda                                                                                           | 307 244    | 1,62   |            |         |
|                                                   | Jurij Tymoszenko       | niezależny                                                                                        | 117 693    | 0,62   |            |         |
|                                                   | Ołeksandr Szewczenko   | UKROP                                                                                             | 109 078    | 0,57   |            |         |
|                                                   | Wałentyn Naływajczenko | Sprawiedliwość                                                                                    | 43 239     | 0,22   |            |         |
|                                                   | Olha Bohomołeć         | niezależny                                                                                        | 33 966     | 0,17   |            |         |
|                                                   | Hennadij Bałaszow      | 5.10                                                                                              | 32 872     | 0,17   |            |         |
|                                                   | Roman Bezsmertny       | niezależny                                                                                        | 27 182     | 0,14   |            |         |
|                                                   | Wiktor Bondar          | Partia Odrodzenia                                                                                 | 22 564     | 0,11   |            |         |
|                                                   | Julia Łytwynenko       | niezależny                                                                                        | 20 014     | 0,10   |            |         |
|                                                   | Jurij Derewjanko       | Wola                                                                                              | 19 542     | 0,10   |            |         |
|                                                   | Serhij Taruta          | Osnowa                                                                                            | 18 918     | 0,10   |            |         |
|                                                   | Ihor Szewczenko        | niezależny                                                                                        | 18 667     | 0,09   |            |         |
|                                                   | Inna Bohosłowska       | niezależny                                                                                        | 18 482     | 0,09   |            |         |
|                                                   | Jurij Karmazin         | niezależny                                                                                        | 15 965     | 0,08   |            |         |
|                                                   | Wołodymyr Petrow       | niezależny                                                                                        | 15 587     | 0,08   |            |         |
|                                                   | Witalij Skocyk         | niezależny                                                                                        | 15 118     | 0,08   |            |         |
|                                                   | Serhij Kaplin          | Partia Socjaldemokratyczna                                                                        | 14 532     | 0,07   |            |         |
|                                                   | Ołeksandr Moroz        | Socjalistyczna Partia Aleksandra Moroza                                                           | 13 139     | 0,06   |            |         |
|                                                   | Wiktor Krywenko        | Ludowy Ruch Ukrainy                                                                               | 9 243      | 0,04   |            |         |
|                                                   | Wasyl Żurawlow         | Stabilność                                                                                        | 8 453      | 0,04   |            |         |
|                                                   | Ilja Kywa              | Socjalistyczna Partia Ukrainy                                                                     | 5 869      | 0,03   |            |         |
|                                                   | Andrij Nowak           | Patriot                                                                                           | 5 587      | 0,02   |            |         |
|                                                   | Ołeksandr Waszczenko   | niezależny                                                                                        | 5 503      | 0,02   |            |         |
|                                                   | Mykola Haber           | niezależny                                                                                        | 5 433      | 0,02   |            |         |
|                                                   | Ołeksandr Sołowjow     | Inteligentna moc                                                                                  | 5 331      | 0,02   |            |         |
|                                                   | Rusłan Rygowanow       | niezależny                                                                                        | 5 230      | 0,02   |            |         |
|                                                   | Ołeksandr Danyluk      | niezależny                                                                                        | 4 648      | 0,02   |            |         |
|                                                   | Witalij Kuprij         | niezależny                                                                                        | 4 508      | 0,02   |            |         |
|                                                   | Arkadij Kornacki       | niezależny                                                                                        | 4 494      | 0,02   |            |         |
|                                                   | Serhij Nosenko         | niezależny                                                                                        | 3 114      | 0,01   |            |         |
|                                                   | Roman Nasirow          | niezależny                                                                                        | 2 579      | 0,01   |            |         |
| nieważne/puste głosy                              | nieważne/puste głosy   | nieważne/puste głosy                                                                              | 224 700    | 1,18   | 427 989    | 2,33    |
| Suma                                              | Suma                   | Suma                                                                                              | 18 893 864 | 100    | 18 491 837 | 100     |
| Ważne głosy/frekwencja                            | Ważne głosy/frekwencja | Ważne głosy/frekwencja                                                                            | 30 056 127 | 62,86  |            | 62,07   |
| Źródło: Centralna Komisja Wyborcza I tura II Tura |                        |                                                                                                   |            |        |            |         |